# Přeštěnice
Přeštěnice (en allemand : Preschtienitz) est une commune du district de Písek, dans la région de Bohême-du-Sud, en République tchèque. Sa population s'élevait à 288 habitants en 2020.

## Géographie
Přeštěnice se trouve à 6 km au nord-est du centre de Milevsko, à 28 km au nord-est de Písek, à 57 km au nord de České Budějovice et à 67 km au sud de Prague.
La commune est limitée par Chyšky au nord, par Vlksice au nord-est, par Božetice au sud-est, par Sepekov au sud-ouest, par Milevsko à l'ouest, et par Zhoř au nord-ouest.

## Histoire
La première mention écrite de la localité date de 1379.

## Transports
Par la route, Přeštěnice se trouve à 6,5 km du centre de Milevsko, à 36,5 km de Písek, à 69 km de České Budějovice et à 97 km de Prague.